# Жиляев, Евгений Георгиевич
Евгений Георгиевич Жиляев (2 апреля 1948, Ставрополь) — генерал-лейтенант медицинской службы, заслуженный врач РФ, доктор медицинских наук, профессор, академик РАЕН, Академии военных наук, Академии медицинских наук, Международной Академии наук, участник ликвидации последствий аварии на Чернобыльской АЭС, боевых действий в Чечне, автор около 400 научных работ, лауреат премии Совета Министров СССР и государственной премии РФ (2003).
В течение нескольких лет руководил Институтом авиационной и космической медицины МО СССР, Государственным НИИ экстремальной медицины, полевой фармации и медицинской техники МО РФ.
Награждён орденами Красной Звезды, «За военные заслуги», «За заслуги перед Отечеством» IV ст., медалями, лауреат премии Совета Министров СССР (1979).

## Биография
Родился 2 апреля 1948 года в Ставрополе. В 1972 году окончил Казанский государственный медицинский институт. В 1972—1976 годах служил врачом-специалистом в одной из войсковых частей Дальневосточного военного округа. В 1977 году поступил слушателем в Военно-медицинскую академию им. С. М. Кирова (на факультет руководящего медицинского состава) и в 1979 году окончил её. В 1979—1983 годах служил в Центральной лаборатории Министерства обороны СССР врачом-экспертом, страшим врачом-экспертом, начальником отдела. В 1983—1991 годах служил в Центральном (с 1989 года — Главном) Военно-медицинском управлении Министерства обороны СССР старшим научным сотрудником, начальником специальной группы, начальником отдела, председателем научно-технического комитета. Участвовал в ликвидации последствий аварии на Чернобыльской АЭС. В 1991—1998 годах был начальником Института экстремальной медицины полевой фармации и медицинской техники. В 1998—2003 годах был генеральным директором Центра экстремальной медицины Гостехкомиссии при Президенте России. С 2003 года работал вице-президентом в ОАО «Система-Венчур».
Окончил с отличием Казанский Медицинский Университет. В период обучения работал фельдшером в бригаде скорой медицинской помощи. После окончания университета, поступил на службу в вооружённые силы СССР. Службу проходил на Дальнем Востоке в г. Благовещенск. Занимался вопросами организации оказания квалифицированной медицинской помощи военнослужащим в период боевых действий. Неоднократно выезжал в другие регионы страны с докладами и инспекциями. Во время прохождения службы на Дальнем Востоке, был командирован для прохождения обучения в Военно-Медицинскую Академию им С. М. Кирова, которую окончил с отличием. Эксперт в области радиологии, токсикологии, экстренной медицинской помощи. В 1979 году направлен на обучение в Военную Академию им. М. В. Фрунзе. После академии проходил службу в Главном Военно-медицинском управлении Министерства обороны Российской Федерации. С 1995 года — начальник Государственного научно — исследовательского института экстремальной медицины, полевой фармации и медицинской техники МО РФ. С 1999 по 2003 годы — директор центра экстремальной медицины при Президенте РФ. Ушёл в отставку в 2003 году в звании генерал — лейтенанта военно-медицинской службы МО РФ. С этого времени успешно занимается медицинскими проектами в коммерческих структурах. Возглавлял российские компании по производству медицинской техники. В настоящее время продолжает консультационные услуги российским и европейским компаниям по производству инновационных медицинских приборов и аппаратов.

## Награды и звания
- 1985 — орден Красной Звезды
- 1990 — орден Красной Звезды
- 1990 — Премия Совета Министров СССР.
- 1990 — профессор.
- 1991 — генерал-майор медицинской службы.
- 1993 — академик Академии военных наук.
- 1994 — академик Международной академии наук.
- 1994 — Заслуженный врач РФ.
- 1996 — орден «За военные заслуги»
- 1999 — генерал-лейтенант медицинской службы.
- 2002 — орден «За заслуги перед Отечеством» IV степени.
- 2003 — Государственная премия РФ в области науки и техники (в составе авторского коллектива).
- 2005 — академик РАЕН.
- Доктор медицинских наук.
- Ветеран боевых действий.
- 16 медалей.

## Семья
Супруга — Жиляева Людмила Ивановна (1947—2019), учитель музыки и мировой художественной культуры.
Дети — дочь, Цветкова Елена, 1970 года рождения, по специальности — преподаватель русского языка и литературы. В настоящее время директор Центра содействия семейному воспитанию «Кунцевский». Сын — Жиляев Станислав, 1981 года рождения, по специальности — врач психиатр — нарколог. В настоящее время — предприниматель, руководитель ряда организаций в различных сферах деятельности.